# The Elder Scrolls IV: Oblivion
The Elder Scrolls IV: Oblivion este un joc video de acțiune și rol, dezvoltat de Bethesda Game Studios și publicat de Bethesda Softworks și 2K Games. Lansat în martie 2006 pentru Microsoft Windows și Xbox 360, și ulterior pentru PlayStation 3 în martie 2007, Oblivion este al patrulea titlu principal din seria The Elder Scrolls. Jocul se desfășoară într-o lume deschisă și se concentrează pe explorare liberă și misiuni secundare, pe lângă povestea principală.

## Povestea și Lumea Jocului

### Contextul Istoric și Geografic
Oblivion are loc în provincia Cyrodiil a continentului fictiv Tamriel, la câțiva ani după evenimentele din The Elder Scrolls III: Morrowind. Cyrodiil este centrul Imperiului Septim, o putere politică și militară care domină Tamrielul. În acest context, personajul jucătorului este un prizonier eliberat în circumstanțe misterioase de către Împăratul Uriel Septim VII.

### Povestea Principală
Povestea principală se învârte în jurul unei crize apocaliptice cauzate de o invazie a creaturilor demonice din planul Oblivion, condusă de Daedric Prince Mehrunes Dagon. Împăratul Uriel Septim VII este asasinat, lăsând Imperiul fără un conducător. Jucătorul trebuie să găsească un moștenitor al tronului, Martin Septim, și să închidă porțile Oblivion pentru a salva Tamrielul.

### Misiuni Secundare și Facțiuni
Oblivion oferă o varietate de misiuni secundare și posibilitatea de a te alătura diferitelor facțiuni, fiecare cu propria sa linie de poveste și recompense. Aceste facțiuni includ Gilda Luptătorilor, Gilda Magilor, Frăția Neagră și Thieves Guild.

## Dezvoltare și Lansare
Jocul a fost anunțat oficial în 2004 și a fost dezvoltat folosind motorul grafic Gamebryo. Dezvoltatorii au pus un accent deosebit pe grafică, IA avansată și libertatea de explorare. Oblivion a fost lansat inițial pentru platformele Windows și Xbox 360, fiind ulterior adaptat pentru PlayStation 3. Lansarea a fost întâmpinată cu entuziasm de critici și jucători, datorită graficii impresionante, mecanicilor de joc complexe și lumii deschise.

## Gameplay

### Sistemul de Joc
Oblivion este cunoscut pentru sistemul său de joc liber, care permite jucătorilor să exploreze lumea vastă și deschisă în propriul ritm. Jucătorii pot alege să urmeze povestea principală, să se implice în misiuni secundare, să se alăture facțiunilor sau pur și simplu să exploreze lumea și să interacționeze cu NPC-urile (Non-Playable Characters).

### Crearea Personajului
La începutul jocului, jucătorii își creează propriul personaj, alegând dintr-o varietate de rase, clase și semne zodiacale, fiecare cu abilități și bonusuri unice. Rasele includ umani (Imperial, Nord, Redguard, Breton), elfi (High Elf, Dark Elf, Wood Elf), și rase mai exotice precum Khajiit (oameni-felină) și Argonian (oameni-reptilă).

### Sistemul de Nivelare și Abilități
Oblivion utilizează un sistem de nivelare bazat pe utilizarea abilităților. Jucătorii își îmbunătățesc abilitățile pe măsură ce le folosesc, iar creșterea în nivel se face atunci când un număr suficient de abilități principale sunt îmbunătățite. Abilitățile includ luptă corp la corp, magie, furt și meșteșuguri.

## Tehnologie și Grafică

### Motorul Grafic
Oblivion utilizează motorul grafic Gamebryo, care oferă o lume de joc detaliată și vastă, cu grafică avansată pentru timpul său. Motorul permite un ciclu zi-noapte realist, vreme dinamică și detalii ambientale impresionante.

### AI și Radiant AI
Unul dintre punctele forte ale Oblivion este sistemul său de inteligență artificială, cunoscut sub numele de Radiant AI. Acesta permite NPC-urilor să aibă rutine zilnice, să interacționeze cu jucătorul și cu alți NPC-uri într-un mod realist și să reacționeze la acțiunile jucătorului.

### Muzică și Sunet
Muzica din Oblivion a fost compusă de Jeremy Soule, cunoscut pentru coloanele sonore atmosferice și evocative. Muzica contribuie semnificativ la imersiunea jucătorului în lumea jocului. Jocul include și sunete ambientale detaliate și dialoguri dublate, adăugând la realismul experienței de joc.

## Extensii și Modificări

### Expansiuni Oficiale
Oblivion a primit două expansiuni majore: Knights of the Nine și Shivering Isles. Knights of the Nine adaugă o nouă facțiune și linie de misiuni, în timp ce Shivering Isles extinde semnificativ jocul prin adăugarea unei noi regiuni vaste, condusă de Daedric Prince Sheogorath.

### Modding
Oblivion a beneficiat de o comunitate activă de modding, care a creat mii de moduri pentru a îmbunătăți și extinde jocul. Aceste moduri variază de la îmbunătățiri grafice și corecții de erori, la noi misiuni, facțiuni și mecanici de joc.

## Moștenire și Impact

### Primire Critică
Oblivion a fost primit cu laude critice, fiind lăudat pentru grafica sa, gameplay-ul deschis și profunzimea lumii. A câștigat numeroase premii, inclusiv Jocul Anului de la mai multe publicații.

### Influență
Succesul Oblivion a avut un impact semnificativ asupra genului RPG și a stabilit standarde pentru jocurile de rol open-world. Jocul a influențat numeroase titluri ulterioare și a consolidat reputația Bethesda ca unul dintre liderii industriei de jocuri.
The Elder Scrolls IV: Oblivion rămâne unul dintre cele mai iubite și influente jocuri din seria The Elder Scrolls și din genul RPG în general. Cu o lume vastă și detaliată, o poveste captivantă și o libertate de joc fără precedent, Oblivion continuă să fie jucat și apreciat de fani din întreaga lume, la mulți ani de la lansarea sa inițială.